# 미겔 앙헬 곤살레스 수아레스
미겔 앙헬 곤살레스 수아레스(스페인어: Miguel Ángel González Suárez miˈɣel ˈaŋxel[*], 1947년 12월 24일~2024년 2월 6일)는 미겔 앙헬(스페인어: Miguel Ángel)로 알려진 스페인의 전 축구 선수로, 현역 시절 골키퍼로 활약했다.

## 클럽 경력
미겔 앙헬은 갈리시아 지방 오렌세 출신이다. 현역 생활 이전, 그는 핸드볼을 했었고, 이후 코우토를 거쳐 카스테욘과 레알 마드리드에서 활약했고, 후자의 구단에서 18년을 보내며 1974-75 시즌부터 1977-78 시즌까지, 막판 3시즌 중 2시즌을 주전으로 활약하였다. 같은 기간 레알 마드리드는 6차례 라 리가 우승을 거두었는데, 이 중 4번의 라 리가 우승의 주역이었다.
미겔 앙헬은 1986년 6월, 거의 39세의 나이에 은퇴하였다. 은퇴 직후, 그는 레알 마드리드의 여러 직위를 맡았다.

## 국가대표팀 경력
미겔 앙헬은 스페인 국가대표팀 경기에 18번 출전하였고, 1978년과 1982년 FIFA 월드컵에 참가한 선수단의 일원이 되었다. 그가 출전한 첫 국가대표팀 경기는 1975년 10월 12일, 바르셀로나에서 2-0으로 이긴 덴마크와의 UEFA 유로 1976 예선전 경기이다.

## 수상

### 클럽
레알 마드리드
- 라 리가: 1971–72, 1974–75, 1975–76, 1977–78, 1978–79, 1979–80
- 코파 델 레이: 1969–70, 1973–74, 1974–75, 1979–80, 1981–82
- 코파 데 라 리가: 1985
- UEFA컵: 1984–85

### 개인
- 트로페오 리카르도 사모라: 1975–76
- 돈 발론 올해의 국내 선수: 1975–76[5]